# ミルコ・イヴァニッチ
ミルコ・イヴァニッチ（セルビア語: Мирко Иванић, ラテン文字転写: Mirko Ivanić、1993年9月13日 - ）は、モンテネグロとセルビアのサッカー選手。ポジションはミッドフィールダー。

## 経歴

### クラブ
FKヴォイヴォディナ・ノヴィ・サドの下部組織出身。2014年冬からレギュラーに定着し、カップタイトル獲得に貢献した。2014-15シーズンはミヤト・ガチノヴィッチとともにチームの攻撃を牽引。シーズン終了後にはレッドスター・ベオグラードやパルチザン・ベオグラードへの移籍が取りざたされた。
2016年2月2日、ベラルーシ王者のFC BATEボリソフに移籍。

### 代表
ユース年代はセルビア代表としてプレーしていたが、フル代表はモンテネグロに変更した。
2017年3月26日、2018 FIFAワールドカップ・ヨーロッパ予選のポーランド戦でモンテネグロ代表初招集。同試合80分から途中出場し初キャップ。2018年3月27日のトルコとの親善試合で代表初得点を挙げた。